# Бровко Федір Григорович
Федір Григорович Бровко (3 (16) травня 1904 , Попенки  — 24 січня 1960 , Кишинів ) — український та молдовський партійний та державний діяч, займав керівні посади у Молдавській АРСР та Молдавській РСР. Член Бюро ЦК КП(б) Молдавії. Депутат Верховної Ради СРСР 2—3-го скликань.

## Життєпис
Народився 3 травня [16 травня] 1904 року в селянській родині в селі Попенки, тепер Рибницький район, Молдова. Після закінчення початкової школи наймитував у заможних селян. З 1923 року працював кочегаром парового млина в селі Попенки. У 1925 році вступив до комсомолу, був обраний секретарем сільської комсомольської організації.
У 1926—1927 роках служив у Червоній армії.
Член ВКП(б) з 1927 року.
У 1927—1930 роках навчався в Балтській радянській партійній школі.
У 1930—1937 роках працював завідувачем відділу пропаганди та агітації Дубоссарського, Котовського, Слободзейського районних комітетів КП(б) України (Молдавська АРСР).
У 1937—1938 роках — 2-й, 1-й секретар Слободзейського районного комітету КП(б) України Молдавської АРСР.
У 1938—1940 роках — заступник голови, в.о. голови Ради народних комісарів (РНК) Молдавської АРСР, 1-й заступник голови РНК Молдавської АРСР.
З 7 червня 1940 по 8 лютого 1941 року — голова Президії Верховної Ради Молдавської АРСР.
З 1941 по 26 березня 1951 року працював головою Президії Верховної Ради Молдавської РСР. Одночасно, з 1 березня 1941 року обраний заступником Голови Президії Верховної Ради СРСР.
Разом з двома іншими керівникам Молдавської РСР запропонував, щоб південний кордон республіки включав і ті райони України, де молдовани проживали компактно, а саме Рені, Болград, Ізмаїл, однак Сталін цю пропозицію відхилив.
Під час німецько-радянської війни брав участь в організації радянського партизанського руху проти німецьких та румунських військ.
У 1951 під час чистки партійно-господарського апарату республіки був знятий зі своєї посади.
У 1951—1958 роках працював заступником міністра м'ясо-молочної промисловості, потім лісової і паперової промисловості, заступником міністра і членом колегії Міністерства соціального забезпечення Молдавської РСР.
Потім — на пенсії. Помер після важкої і тривалої хвороби.

## Нагороди
- Орден Леніна (1956)
- орден Червоного Прапора (2.05.1945)
- медаль «Партизанові Вітчизняної війни» І-го ст.
- медаль «За доблесну працю у Великій Вітчизняній війні 1941—1945 років»
- медаль «За перемогу над Німеччиною у Великій Вітчизняній війні 1941—1945 років»